# Robert Leeb

Abt Robert Leeb

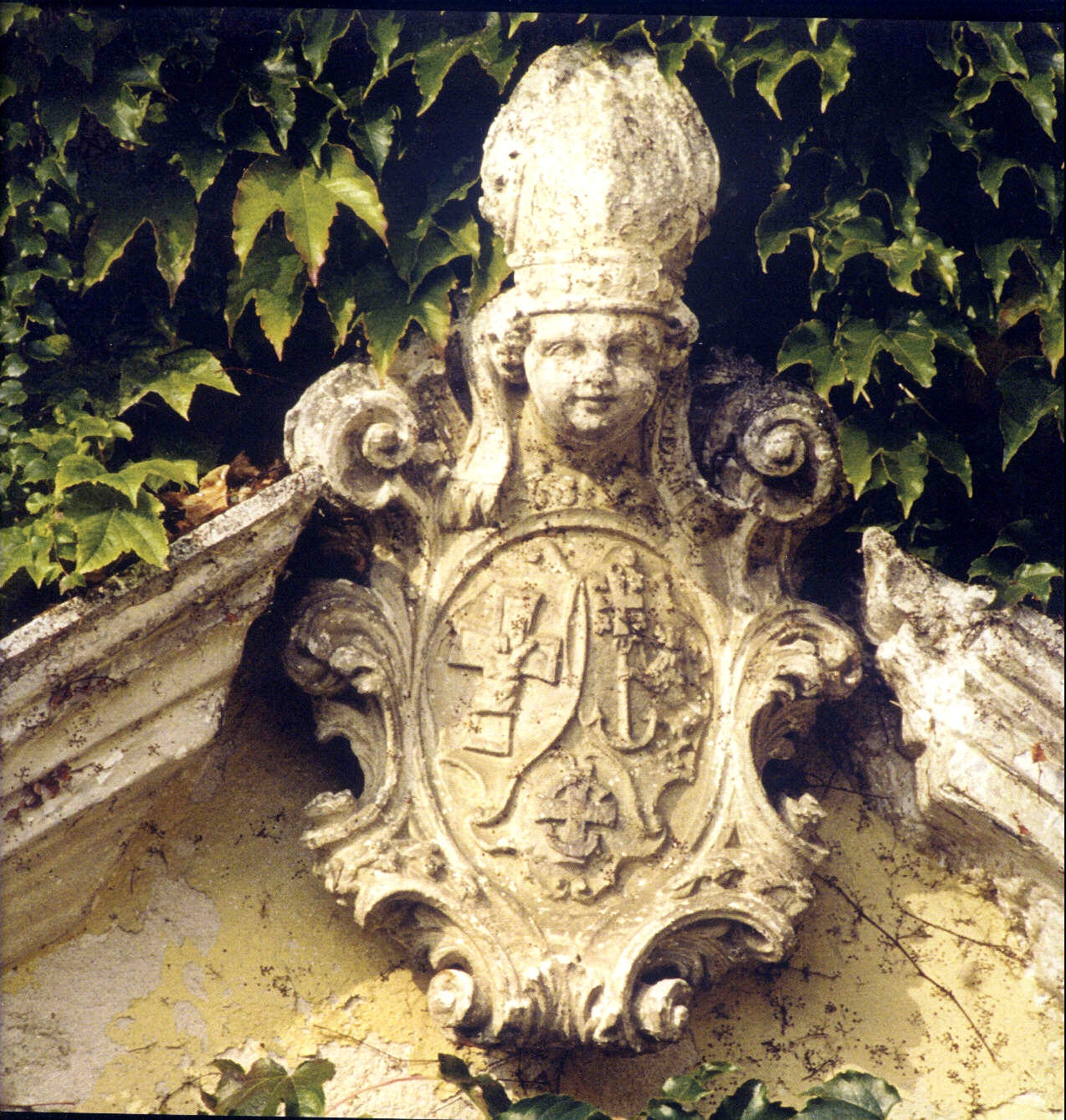
Wappen in Königshof

Robert Leeb O.Cist. (* 23. August 1688 in Wien; † 15. August 1755 ebenda) war der 55. Abt des Stiftes Heiligenkreuz.

## Leben
Er legte am 24. August 1704 die Profess im Stift Heiligenkreuz ab. Am 3. Januar 1712 erfolgte die Priesterweihe. 1719 bis 1720 machte er mit Erlaubnis seines Abtes eine 16-monatige Reise nach Konstantinopel und ins Heilige Land. Zurückgekehrt, übernahm er die Ämter des Novizenmeisters, des Küchenmeisters und des Bibliothekars. Am 13. September 1728 wählte der Konvent ihn zum Abt. Er starb in Wien und ist beigesetzt in der Totenkapelle im Heiligenkreuzer Kreuzgang.
Abt Robert förderte besonders die Verehrung der Kreuzreliquie. Er gründete eine Bruderschaft zu Ehren des Heiligen Kreuzes und ließ auch die barocken Kreuzwegstationen errichten. Die heute noch erhaltene wertvolle Einfassung der Kreuzreliquie geht auf seinen Entwurf zurück.
1734 konnte er die westungarische Abtei Szentgotthárd für den Zisterzienserorden zurückgewinnen und entsandte Heiligenkreuzer Mitbrüder dorthin.

## Werke
- Incunabula verbi incarnati et lectulus morientis hierosolymis [Reisebericht zur Palästinareise] (Lilienfeld 1731).
- Der andächtige Pilgrim [Reisebericht zur Palästinareise] (Nürnberg 1740).